# The Lemonheads
The Lemonheads – amerykańska grupa grająca rock alternatywny założona w 1986 w Bostonie. Jedynym stałym członkiem grupy jest wokalista i gitarzysta Evan Dando. Obecnie w skład grupy wchodzą: Karl Alvarez, Vess Ruhtenberg, Bill Stevenson i Devon Ashley. Zespół gra mieszankę punk rocka, indie rocka i rocka alternatywnego. Formacja wydała 8 studyjnych albumów, 3 EPki i 2 kompilacje.

## Dyskografia
- 1987 Hate Your Friends
- 1988 Creator
- 1989 Lick
- 1990 Lovey
- 1992 It's a Shame about Ray
- 1993 Come on Feel the Lemonheads
- 1996 Car Button Cloth
- 2006 The Lemonheads
- 2009 Varshons